# Salix anticecrenata
Salix anticecrenata — вид квіткових рослин із родини вербових (Salicaceae).

## Морфологічна характеристика
Це кущ до кількох см заввишки. Листкова пластина еліптична або обернено-яйцювато-еліптична, ≈ 15 × 7 мм, абаксіально (низ) зеленувата, адаксіально зелена, обидві поверхні майже голі, край городчастий дистально, верхівка гостра; листкова ніжка ≈ 1 мм. Сережки кінцеві, еліпсоїдно-головчасті, 5- чи 6-квіткові. Чоловіча квітка: пиляки жовті, еліпсоїдні. Жіноча квітка: зав'язь вузько-яйцеподібна, 1.3–1.5 мм, гола.

## Середовище проживання
Непал, Китай (пн.-зх. Юньнань, зх. Сичуань, Тибетський автономний район). Населяє гірські схили; на висотах 3300–4200 метрів.